# 布魯姆利 (密蘇里州)
布魯姆利（英語：Brumley）是位於美國密蘇里州米勒縣的村。

## 人口
根據2020年美國人口普查的數據，布魯姆利的面積為1.43平方千米，皆為陸地。當地共有人口69人，而人口密度為每平方千米48人。